# UNIX/32V
UNIX/32V fue una versión temprana del sistema operativo Unix de Bell Laboratories, lanzado en junio de 1979. 32V fue un puerto directo de la séptima edición de Unix a la arquitectura DEC VAX .

## Visión general
Antes de 32V, Unix se ejecutaba principalmente en computadoras DEC PDP-11. El grupo Bell Labs que desarrolló el sistema operativo no estaba satisfecho con DEC, por lo que sus miembros rechazaron la oferta de DEC de comprar un VAX cuando se anunció la máquina en 1977. En su lugar, ya habían comenzado un puerto de Unix a Interdata 8/32. Luego, DEC se acercó a un grupo diferente de Bell Labs en Holmdel, Nueva Jersey, que aceptó la oferta y comenzó a trabajar en lo que se convertiría en 32V.
Realizado por Tom London y John F. Reiser, la migración de Unix fue posible gracias al trabajo realizado entre las ediciones sexta y séptima del sistema operativo para desacoplarlo de su entorno PDP-11 "nativo". El equipo de 32V primero portó el compilador C (pcc de Johnson), adaptando un ensamblador y un cargador escritos para la versión Interdata 8/32 de Unix al VAX. Luego portaron la versión de Unix del 15 de abril de 1978, encontrando en el proceso que "[l]a shell (Bourne) [...] requería con mucho el mayor esfuerzo de conversión de cualquier programa supuestamente portátil, por la sencilla razón de que no es portable".
UNIX/32V se lanzó sin memoria virtual de paginación, conservando solo la arquitectura de intercambio de la séptima edición. Bill Joy y Özalp Babaoğlu agregaron un sistema de memoria virtual en Berkeley para admitir a Franz Lisp; esto se lanzó a otros licenciatarios de Unix como Third Berkeley Software Distribution (3BSD) en 1979. Gracias a la popularidad de los sucesores de los dos sistemas, 4BSD y UNIX System V, UNIX/32V es un antecedente de casi todos los sistemas Unix modernos.

## Lectura adicional
- Marshall Kirk McKusick y George V. Neville-Neil, El diseño e implementación del sistema operativo FreeBSD (Boston: Addison-Wesley, 2004),ISBN 0-201-70245-2, págs. 4 – 6.

- The Unix Heritage Society, (TUHS) un sitio web dedicado a la preservación y mantenimiento de sistemas UNIX históricos
  - Distribución completa de 32V con código fuente
  - Código fuente del kernel de 32V
- Instrucciones de instalación y descarga para SimH Archivado el 29 de diciembre de 2020 en Wayback Machine.
- Un programa de MS Windows que instala el emulador SIMH y una imagen UNIX/32V.
- Información sobre cómo ejecutar UNIX/32V en SIMH

- Datos: Q3066702